# Formato medio

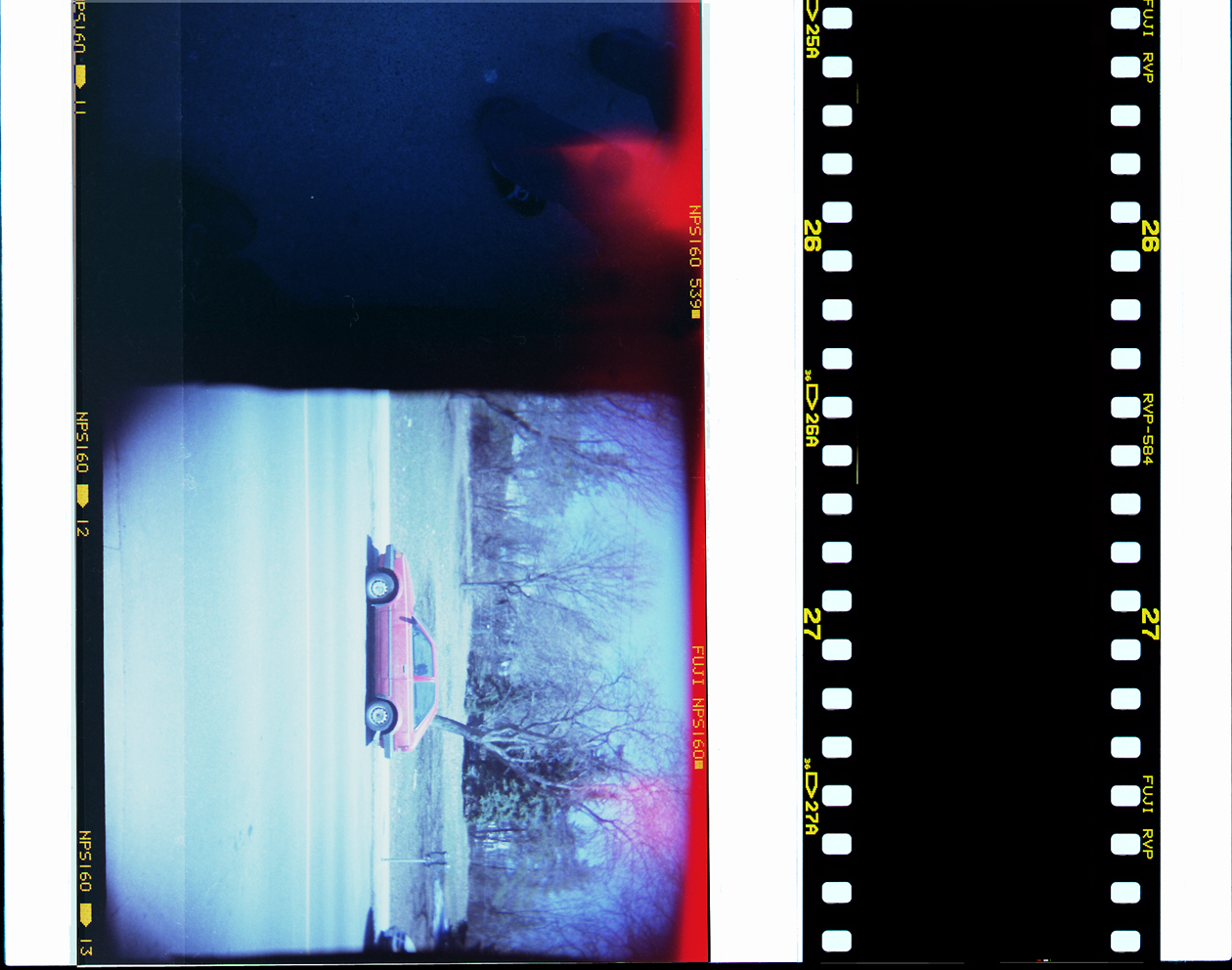
Comparación del tamaño de una película de formato medio y un fragmento de película de formato 135.

El formato medio, también conocido como mediano formato (o incluso formato 120) por motivos históricos, se refiere al tipo de fotografía que emplea película (o sensor de imagen en fotografía digital) de dimensiones mayores que las del formato 135 y menores que las de gran formato (4x5 pulgadas).
Antes de la popularización del formato 135 el formato medio era el tipo de fotografía más extendido. En la actualidad el formato medio sigue usándose en el mundo profesional, en el trabajo especializado y por un creciente número de aficionados entusiastas.
Los formatos 120 y 220 (ISO 732) son los tipos de película de formato medio más populares. Se presentan como un rollo de película de 6 centímetros de ancho, enrollada alrededor de un carrete junto a una banda de papel que la protege de la luz. En el formato 120 la película tiene longitud suficiente para almacenar entre 12 y 16 fotogramas (según la cámara y las máscaras usadas) de 6x6 centímetros; el formato 220 tiene el doble de longitud.
Estas películas se pueden usar con las cámaras  Dinana+, Holga 120 o Lubitel 166+, Pentax 6x7, Rolleiflex, Mamiya, Kiev, Hasselblad y una amplia variedad de modelos Fuji, solo por mencionar algunas marcas y modelos.

## Cámara plegable
La cámara plegable fue un tipo de cámara de formato medio que ocupaba poco espacio y podía ser fácilmente trasportable, ya que su objetivo podía plegarse hasta reducir notablemente su tamaño.